# 미국 수정 헌법 제8조
미국 수정 헌법 제8조(Eighth Amendment 또는 Amendment VIII)는 미국 권리 장전의 일부로, 과다한 보석금이나 벌금 또는 잔인하고 비정상적인 형벌(cruel and unusual punishments)을 금지하는 미국 헌법의 수정 조항이다.

## 전문
과도한 보석금을 요구하거나, 과도한 벌금을 부과하거나, 잔혹하고 이례적인 형벌을 부과할 수 없다.

Excessive bail shall not be required, nor excessive fines imposed, nor cruel and unusual punishments inflicted.

## 같이 보기
- 미국의 헌법
- 미국 권리 장전